# Pfarrkirche Kraubath

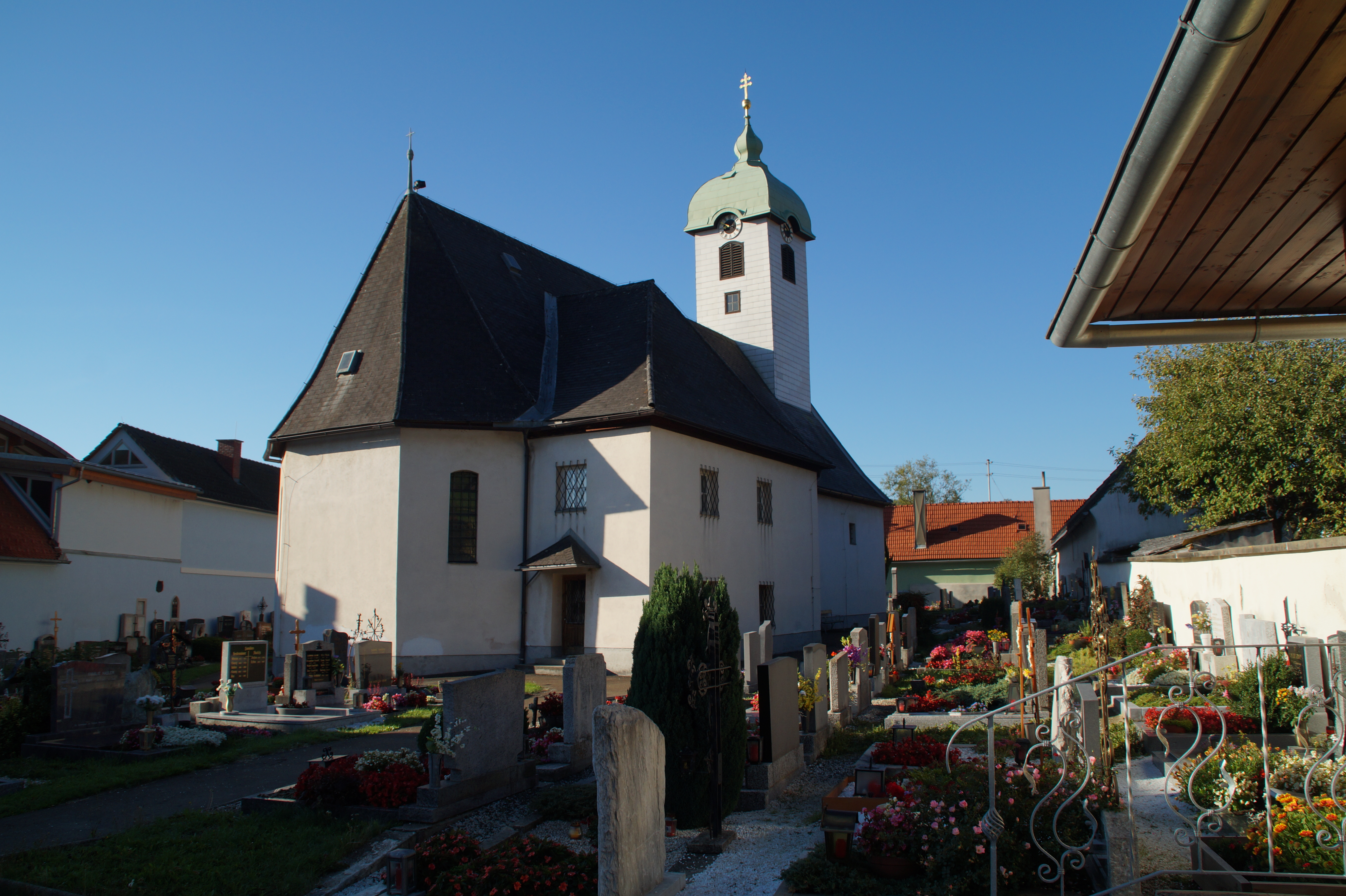
Katholische Pfarrkirche hl. Georg in Kraubath

Die Pfarrkirche Kraubath steht in der Marktgemeinde Kraubath an der Mur im Bezirk Leoben in der Steiermark. Die unter dem Patrozinium des Heiligen Georg stehende römisch-katholische Pfarrkirche – dem Stift Admont inkorporiert – gehört zum Dekanat Leoben in der Diözese Graz-Seckau. Die Kirche und die Friedhofsmauer stehen unter Denkmalschutz (Listeneintrag).

## Geschichte
Urkundlich wurde 1195 eine Kirche genannt, wohl von Anbeginn dem Stift Admont inkorporiert. 1524 wurde eine Pfarre genannt. 1784 wurde die Kirche umgebaut. 1955 wurde die Kirche innen, 1971 außen restauriert.

## Architektur
Der im Westen aufgesetzte Dachreiter hat eine Zwiebelhaube.
An ein langes Langhaus unter einer Flachdechke mit Putzfeldern schließt ein etwas eingezogener Chor mit einem Dreiachtelschluss an. Die Glasfenster schuf 1922 die Tiroler Glasmalerei und Mosaik Anstalt. Die hölzerne Westempore auf Holzsäulen hat eine vorschwingende Brüstung.

## Ausstattung
Der Hochaltar aus 1960 wurde aus barocken und neubarocken Teilen zusammengesetzt und trägt die Figur hl. Georg geschaffen vom Bildhauer E. Huber (1956), weiters die Statuen Gregor und Bonifaz aus der zweiten Hälfte des 17. Jahrhunderts und Engel aus dem 18. Jahrhundert. Mehrere barocke Statuen Josef und Johann Nepomuk sind aus der Werkstatt Balthasar Prandstätter aus dem zweiten Viertel des 18. Jahrhunderts. Eine sitzende Madonna mit Kind und zwei Engel sind aus dem Umkreis von Josef Stammel um die Mitte des 18. Jahrhunderts. Ein Gemälde hl. Georg wird Johann Lederwasch (1787) zugeschrieben.
Das gusseiserne Kommuniongitter entstand um die Mitte des 19. Jahrhunderts.
Das Gehäuse der Orgel ist aus 1864 und die Orgel aus 1984 mit 9 Registern stammt von Orgelbau Kögler.